# Ommatostola lintneri
Ommatostola lintneri är en fjärilsart som beskrevs av Augustus Radcliffe Grote 1873. Ommatostola lintneri ingår i släktet Ommatostola och familjen nattflyn. Inga underarter finns listade i Catalogue of Life.